# Polyrhachis sokolova
Polyrhachis sokolova é uma espécie de formiga do gênero Polyrhachis, pertencente à subfamília Formicinae. São capazes de viver embaixo da água.